# Сысоево (Лющикская волость)
Сысоево — деревня в Бежаницком районе Псковской области. Входит в состав сельского поселения муниципальное образование «Лющикская волость».
Расположена в 10 км к северо-западу от райцентра Бежаницы.
Численность населения по оценке на 2000 год составляла 36 жителей.